# Diszkrét topológia
A matematika topológia nevű ágában diszkrét topológiának nevezzük az olyan topológiát, amelyben a tér valamennyi részhalmaza nyílt. A diszkrét topológiával felruházott teret magát diszkrét topologikus térnek nevezzük.

## Formális definíció
Legyen {\displaystyle (X,\tau )} egy topologikus tér. Azt mondjuk, hogy {\displaystyle \tau } az {\displaystyle X}-en értelmezett diszkrét topológia, ha {\displaystyle \tau } az {\displaystyle X} alaphalmaz {\displaystyle {\mathcal {P}}(X)} hatványhalmaza.

## Tulajdonságai
- Bármely halmaz topologikus térré tehető a diszkrét topológiával.
- Egy adott halmazon értelmezhető topológiák közül a diszkrét topológia a legfinomabb.
- Minden halmaz nyílt, és minden halmaz zárt.
- A diszkrét topológia csak nulla dimenziós vektortér felett lineáris. Egy topológia lineáris, ha az alaphalmaz vektortér, és a rajta értelmezett műveletek: az összeadás, és a skalárral szorzás folytonosak.
- Ha {\displaystyle (X,\tau )} diszkrét topologikus tér, és {\displaystyle f} olyan függvény, amely {\displaystyle X}-et egy másik {\displaystyle (Y,\sigma )} topologikus térre képezi le, akkor {\displaystyle f} szükségképpen folytonos, hiszen minden halmaz {\displaystyle f}-nél vett ősképe nyílt. Megfordítva, egy {\displaystyle g:Y\rightarrow X} függvény csak akkor lesz folytonos, ha értelmezési tartományának minden részhalmaza nyílt. Emiatt ha {\displaystyle f:X\rightarrow Y} homeomorfizmus, akkor szükségképpen {\displaystyle (Y,\sigma )} is diszkrét tér. Ez azt mutatja, hogy diszkrét tér homeomorf képe szintén diszkrét: a diszkrétség topologikus tulajdonság.